# Alexander Schleicher Ka-7 Rhönadler
Ne doit pas être confondu avec Alexander Schleicher Rhönadler.
Dimensions
Le Schleicher Ka-7 Rhönadler (aigle de la Rhön) est un planeur biplace ouest-allemand à aile haute conçu par Rudolf Kaiser et produit par Alexander Schleicher GmbH & Co,.
Bien que souvent appelé Ka-7 ou K-7, le certificat de type de la Federal Aviation Administration des États-Unis le désigne officiellement comme le K7,,.

## Conception et développement
Le K7 est prévu pour être un biplace d'entrainement ayant de bonnes performances, une combinaison rare à l'époque,.
Le fuselage est construit en tube d'acier soudé, entoilé. L'aile, reprise du Ka-2 est en structure bois entoilé et utilise un profil Goettingen 533 à 16% d'épaisseur relative à l'emplanture, évoluant vers 14% au saumon . L'aile est dotée d'aérofreins très efficaces. Il se pose sur une roue unique fixe complétée par un patin en bois et une béquille,,,.
Il en sera produit 550 exemplaires et il sera remplacé par le Schleicher ASK 13,.
Le K7 peut être converti en K7/13 avec un kit de conversion qui abaisse l'aile en position médiane remplace les deux verrières séparées pour les postes de pilotage par une verrière monobloc ce qui rend le planeur très similaire à l'ASK-13.

## Historique opérationnel
Un K7 établit en 1964 en Afrique du Sud un nouveau record mondial de vitesse biplace sur triangle de 500 km avec 84 km/h,.

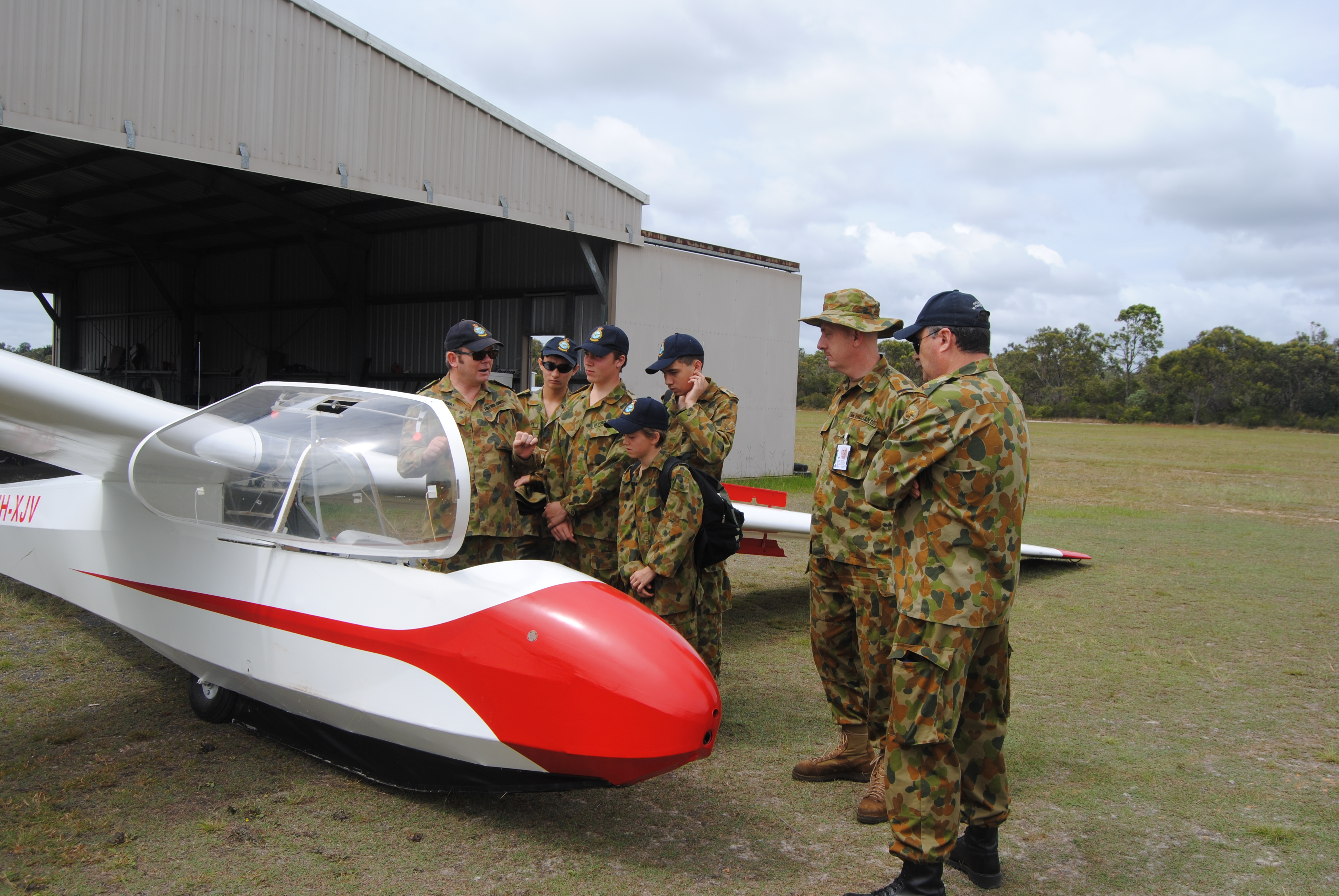
Les cadets de l'armée de l'air australienne apprennent à utiliser le Ka-7 en 2010.

## Variantes
Ka-2
Première version avec fuselage monocoque en contreplaqué,.
K7
Version principale avec un fuselage en tube d'acier,,.
K7/13
K7 converti avec une aile médiane et une verrière d'une seule pièce, pour ressembler à un AS-K 13.

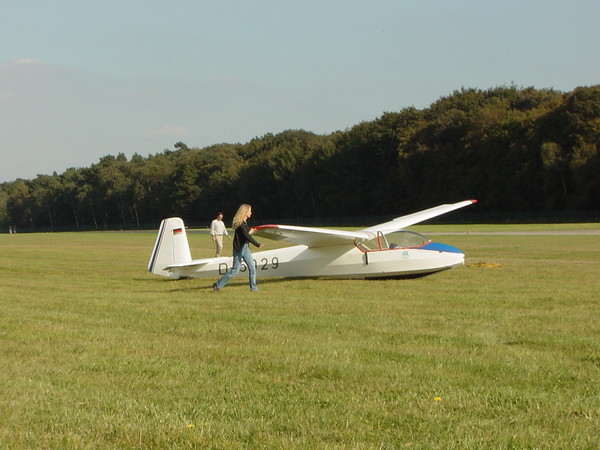
K7 après l'atterrissage

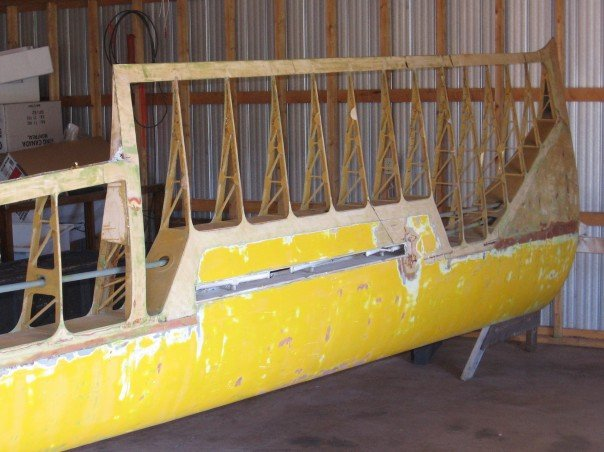
Aile du K7 en cours de réentoilage, montrant sa structure en bois